# Lucé-sous-Ballon
Lucé-sous-Ballon är en kommun i departementet Sarthe i regionen Pays de la Loire i nordvästra Frankrike. Kommunen ligger i kantonen Marolles-les-Braults som tillhör arrondissementet Mamers. År 2022 hade Lucé-sous-Ballon 105 invånare.

## Befolkningsutveckling
Antalet invånare i kommunen Lucé-sous-Ballon
| Referens: INSEE |